# Riesgo absoluto
El riesgo absoluto mide la incidencia del daño en la población total, dicho de otra manera, el riesgo absoluto es la probabilidad que tiene un sujeto de sufrir un evento a lo largo de cierto tiempo, mientras que el riesgo relativo compara la frecuencia con que ocurre el daño entre los que tienen el factor de riesgo y los que no lo tienen.
De lo anterior se desprende que la incidencia de una enfermedad en una población se denomina riesgo absoluto.
|              | Enfermos | Sanos | Total |
| Expuestos    | a        | b     | a+b   |
| No expuestos | c        | d     | c+d   |
| Total        | a+c      | b+d   | N     |

Según la tabla el riesgo absoluto de la población total sería RA= (a+c)/N
Según la tabla el riesgo absoluto de la población de expuestos es = a/(a+b)
Según la tabla el riesgo absoluto de la población de no expuestos es = c/(c+d)
El riesgo absoluto puede indicar la magnitud del riesgo en un grupo de personas con una cierta exposición, pero debido a que no tiene en cuenta el riesgo de enfermedad en sujetos no expuestos, no indica si la exposición se asocia a un mayor riesgo de la enfermedad.